# Brian Does Hollywood
Brian Does Hollywood («Брайан покоряет Голливуд») — вторая серия третьего сезона мультсериала «Гриффины». Премьерный показ состоялся 18 июля 2001 года на канале FOX. В России премьерный показ состоялся 30 июля 2002 года на канале Рен-ТВ.

## Сюжет
Эпизод начинается с надписи «В предыдущей серии…» («Previously on Family Guy…»), после чего показывается компактно сжатая нарезка событий прошлой серии (полностью вымышленных, кроме того факта, что Брайан покинул Куахог и уехал в Лос-Анджелес покорять Голливуд).
Итак, пытаясь удовлетворить свои амбиции сценариста, Брайан уезжает в Лос-Анджелес, штат Калифорния, со своим геем-кузеном Джаспером. Опробовав труд официанта и мойщика машин, Брайан наконец получает должность режиссёра, однако он не осознаёт, что теперь он стал режиссёром порнофильмов.
Тем временем Стьюи решает пройти пробы на детское шоу, чтобы в прямом эфире воспользоваться своим гипнотическим аппаратом (mind control device) и подчинить себе землян. Сперва он пытается серьёзно отвечать на вопросы ведущего, но вовремя осознаёт, что от него ждут «детских» ответов ( — Сколько лет твоему папе? — Он очень старый, ему целых семь лет!), и проходит конкурс.
В итоге Гриффины едут в Голливуд отвезти Стьюи на шоу и заодно навестить Брайана. На детском шоу во время эфира ведущий в шутку хватает аппарат малыша, тем самым расстраивая его планы по гипнотическому воздействию на зрителей.
Тем временем Брайан создаёт фильм за фильмом и вскоре номинируется на «Лучшего режиссёра» премии Woody Awards (подобие премии Оскар, только для «фильмов для взрослых»). При этом Брайан опасается, что семья не оценит его работы и не поймёт его, поэтому и не пускает Гриффинов посмотреть процесс своей работы.
Джаспер рассказывает Гриффинам правду о работе своего кузена, и всё семейство прибывает на церемонию вручения премии.

## Создание
Автор сценария: Гэри Жанетти.
Режиссёр: Гэвин Делл.
Приглашённые знаменитости: Лоуис ДюАрт, Оливия Хэк, Дженна Джеймсон (камео), Рон Джереми (камео) и Рэй Лиотта (камео).